# Gerbillini
Gerbillini – plemię ssaków z podrodziny myszoskoczków (Gerbillinae) w obrębie rodziny myszowatych (Muridae).

## Zasięg występowania
Plemię obejmuje gatunki występujące w Azji i Afryce.

## Podział systematyczny
Do plemienia należą następujące występujące współcześnie rodzaje:
- Taterillus O. Thomas, 1910 – afroskoczek
- Gerbillus Desmarest, 1804 – myszoskoczka
- Microdillus O. Thomas, 1910 – karłoskoczek – jedynym przedstawicielem jest Microdillus peeli (de Winton, 1898) – karłoskoczek somalijski
- Sekeetamys Ellerman, 1947 – szczotkogon – jedynym przedstawicielem jest Sekeetamys calurus (O. Thomas, 1892) – szczotkogon skalny
- Meriones Illiger, 1811 – suwak
- Psammomys Cretzschmar, 1828 – piaskówka
- Rhombomys J.A. Wagner, 1841 – pieszczanka – jedynym żyjącym przedstawicielem jest Rhombomys opimus (H. Lichtenstein, 1823) – pieszczanka wielka
- Brachiones O. Thomas, 1925 – wydmoskocz – jedynym przedstawicielem jest Brachiones przewalskii (Büchner, 1889) – wydmoskocz Przewalskiego

Opisano również gatunki wymarłe:
- Debruijnimys Castillo & Agustí Ballester, 1996[19] – jedynym przedstawicielem był Debruijnimys julii Castillo & Agustí Ballester, 1996.
- Mascaramys Tong, 1986[20]
- Pseudomeriones Schaub, 1934[21]